# Jaskinia w Wielkiej Turni
Jaskinia w Wielkiej Turni – jaskinia w Dolinie Małej Łąki w Tatrach Zachodnich. Wejście do niej znajduje się w podszczytowych skałkach wschodniego stoku Wielkiej Turni, na wysokości 1837 m n.p.m. Długość jaskini wynosi 19 metrów, a jej deniwelacja 15 metrów.

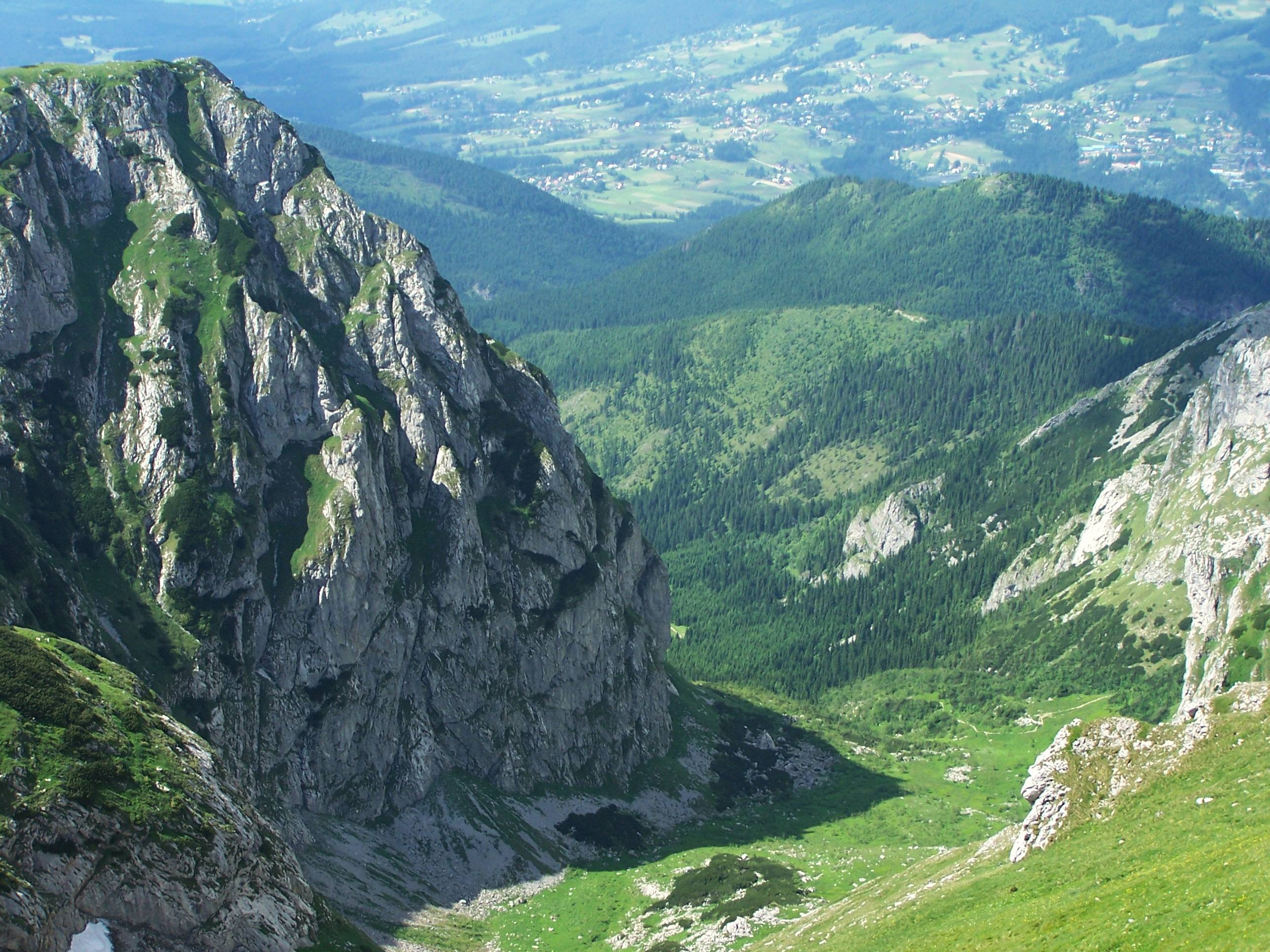
Wschodnie zbocza Wielkiej Turni

## Opis jaskini
Początkowo jaskinię, a właściwie schron, stanowiła niewielka nyża od której odchodzi krótki, ciasny ciąg. W późniejszych latach udało się przekopać korytarzyk w dnie nyży. Okazało się, że prowadzi on do 4-metrowej studzienki na dnie której zaczyna się obszerny meander dochodzący do 4-metrowej szczeliny. Wiedzie ona do obszernego korytarza, który po 10 metrach przechodzi w wąski meander kończący się po około 5 metrach.

## Przyroda
W jaskini jest widno do dna studzienki. Rosną w niej mchy, porosty i glony.

## Historia odkryć
Jaskinię odkrył A. Skarżyński w lipcu 1980 roku. W latach 2000–2001 M. Parczewski i Z. Tabaczyński przekopali korytarzyk i doszli do końcowego meandra.